# Visaginas
Visaginas (lituano: Visaginas, ruso: Висагинас) es una ciudad de 29.554 hab.(2001), situada en la parte del este de la república de Lituania cerca del lago más grande del país, Drūkšiai. El ferrocarril Vilna-Daugavpils funciona junto a la ciudad, proporcionando la comunicación conveniente con Vilna y Daugavpils. Es una de las pocas ciudades del país en donde los lituanos son minoría, ya que la mayoría de su población es de origen ruso.
Constituye uno de los 60 municipios del país bajo el nombre, desde 2003, de municipio de Visaginas (lituano: Visagino savivaldybė). Fue constituida en 1994 como una ciudad-municipio, pero en 2003 se anexionó a Visaginas parte del territorio del vecino municipio del distrito de Ignalina, pasando a ser oficialmente capital de un municipio con dieciocho localidades. No obstante, en la práctica sigue siendo una ciudad-municipio, ya que su término municipal tiene solo 58 km² (el tercero más pequeño del país) y la población del municipio que vive fuera de la ciudad apenas supera el 1%.
Las autopistas conectan la ciudad con el resto de las ciudades en la república. La ciudad creció para el norte en un bosque de pino cerca del lago Visaginas. El turismo es actualmente un gran potencial en el área.
Al este se encuentra la Central Nuclear de Ignalina.